# Crosia
Crosia (Crusìa in calabrese) è un comune italiano di 9 634 abitanti della provincia di Cosenza. Il territorio comunale è essenzialmente incastonato nelle valli formate dal fiume Trionto e dal torrente Fiumarella, con il capoluogo comunale posto in collina a 230 metri s.l.m, e la frazione di Mirto, distante 6 km, che è bagnata dal mar Ionio.

## Origini del nome
Il comune viene spesso erroneamente conosciuto con il nome della frazione Mirto (o Mirto-Crosia). Ciò è dovuto al fatto che la popolosa frazione sviluppatasi sul litorale, nel corso degli anni ha provocato un decentramento e lo spopolamento del centro storico per via dell'assenza dei più essenziali servizi.
Secondo una tradizione locale, priva di riscontri, Crosia sarebbe stata fondata nell'età del Bronzo dai compagni di Enea, durante il suo lungo viaggio verso la foce del Tevere; arrivati alla foce del Trajes (il fiume Trionto), decisero di costituire un insediamento in quel territorio dedicandolo a Kreusa, nome della prima moglie di Enea (figlia di Priamo, re di Troia), morta all'inizio del viaggio da Troia.
II toponimo, secondo il filologo Gerhard Rohlfs, e prima di lui dal Lenormant, dal greco «chrusea» (= luogo d'oro), e messo in relazione alle miniere d'oro e d'argento della zona, le più famose delle quali sono rimaste in funzione a Longobucco fino al sec. XVIII. Marafioti nel 1601 lo chiama Crisia.
È già noto come Crusia agli inizi del XIV sec. d.C.

I suoi abitanti sono denominati Crosioti.

## Storia

### Età antica
Nella fase protostoriche antecedenti riscontrabili in alcuni reperti ceramici trovati nella bassa valle del Trionto, in loc. Columbia/Sorrenti di Crosia, attribuibili per caratteristiche morfologiche ad una fase avanzata dell'Età del Bronzo Antico (verso il XVII sec a.C.)
Nell'età classica l'area risulta ricadere nella sfera di influenza della città magno-greca di Sybaris, fino alla sua distruzione del 510 a.C., ad opera dei krotoniati.
È proprio sul Traente che in seguito una parte dei Sibariti scampati, invece di rifugiarsi a Lao e Scidro, tentò di ricostruire intorno alla metà del sec. V a.C. sul confine settentrionale del territorio, sul fiume Traente (Trionto), costituendo la Sibari sul Traente riportata dalle fonti storico-letterarie. Essi però non vi rimasero a lungo, scacciati e uccisi dalla emergente popolazione italica dei Brettii.
In età ellenistica vi individuano insediamenti rurali, fattorie italiche spesso indiziate da piccole aree necropolari, site nei pressi della foce nelle località Santa Tecla e Masseria dei Forni. Resti materiali si rinvengono dispersi sulle sponde del torrente Fiumarella in località Casa Valle/ Pietra della Monaca; in questa località anche materiali di Età altomedievale, frammenti di ceramica ellenistica di IV-III sec. a.C..
In età romana il territorio era attraversato dalla strada romana costiera jonica, un tratto che l'Itinerarium Antonini individua tra le statio di Roscianum (Rossano) e Paternum (Crucoli Torretta). In prossimità del delta del Trionto la strada abbandonava la direttrice ovest-est parallela alla costa per risalire il fiume fino ad un punto di guado favorevole. Questo è da collocare, molto probabilmente, all'altezza del km 4,5 della S.S. 531, in prossimità dell'attuale bivio che porta a Crosia centro. Questa ipotesi ha conferma dalla presenza di villae di età romana in località Santa Tecla, Sant'Angelo/Quadricelli e Sorrento/Columbia.
Il Trionto, è stato teatro anche della di una battaglia posteriormente tra Goti e Bizantini, in località Caliò, durante la guerra greco-gotica (535-553 d.C.).

### Età medievale
Durante il periodo feudale, Crosia fu dominio di 33 feudatari. Inizialmente di pertinenza dei feudatari di Rossano, tra i quali nel prima metà del Quattrocento di Niccolò Ruffo, ciambellano di corte di re Ladislao, morto senza figli. II feudo, che per diritto di successione spettava al marchese di Crotone come parente più prossimo, a causa dei contrasti con la corona, nel 1417, venne aggregato al principato di Rossano e concesso alla principessa Polissena Ruffo. A lei seguirono la sorella nel dominio di Covella Ruffo ed il figlio di questa Marino Marzano. In seguito alla 2 congiura dei Baroni, di cui il Marzano fu «magna pars» contro la corona, il principato e quindi anche Crosia passarono al demanio regio. Nella seconda metà del Quattrocento passo per un breve periodo (1471-72) alla nobile famiglia dei Guindazzo,con Tommaso Guindazzo, signore anche di Pietrapaola e Cropalati; subentrarono i Cavaniglia.

### Età moderna
Nel 1503 Crosia venne acquistato insieme a Caloveto e Cropalati da Ferdinando D'Aragona, la cui famiglia lo mantenne fino al 1593. In tale anno Maria d'Aragona lo cedette per 20650 ducati a Giovan Michele Mandatoriccio di Rossano. Il figlio di questi, Teodoro, nel 1625 ricevette da Filippo IV di Napoli il titolo di duca di Crosia, che aveva giurisdizione solo «intra parietes et in homines», del paese, mentre il territorio, essendo «in tenimentum» di Rossano, era sotto la giurisdizione feudale di quel principe. Al Duca di Crosia spettava anche la Torre di S. Tecla, appartenente al sistema di torri vicereali costruita nel XV secolo con funzione di avvistamento e di difesa dagli attacchi turcheschi.
In età moderna, le famiglie che lo possedettero furono:
- Mandatoriccio: i Mandatoriccio trasformarono Crosia in un vero e proprio ducato, fortificandola e dotandola di un castello; si estinse con Vittoria sposta con Giuseppe Sambiase nel 1625 ed ebbe in dote i feudi di Pietrapaola, Calopezzati, Calavita, Siela e Casale Mandatoriccio[13].
- Sambiase: ultimi feudatari di Crosia prima dell'unità d'Italia. È Bartolo il 1º Duca di Crosia, anche Principe di Campana. Non avendo figli chiamò erede il suo fratello Felice Nicola istituendo un maggiorato di ducati 320 mila nella discendenza di lui, il cui ramo estinguendosi, chiamava a succedere il secondogenito vivente del Duca di Malvito, al quale ora i detti titoli sono ricaduti, essendosi estinti i discendenti di Felice Nicola in Ferdinando Sambiase ultimo Principe di Campana nel 1696[13][14].

### Età contemporanea
Fu danneggiato dai terremoti del 1638 e del 1783, ma più di tutti da quello del 25 aprile del 1836 è documentato come il più disastroso evento sismico dell'area di Crosia, che ha attivato un grosso movimento franoso che ha interessato tutto il versante orientale intorno al centro storico di Crosia, in località "Pietra della Monaca". Il terremoto del X grado della scala Mercalli, causò la quasi completa distruzione del villaggio: la zona dell'abitato detta "La Terra" fu ridotta a un cumulo informe di macerie, nel rimanente solo 23 case non crollarono completamente. Le vittime furono 140 (ca. 25%) e i feriti 230-250 su 570 abitanti.
Di tutto il passato di Crosia rimane solamente qualche ricordo, o qualche reperto ritrovato. Crosia ha ritrovato la sua importanza a seguito delle cosiddette apparizioni mariane, avvenute nella chiesa della Madonna della Pietà che, dal 23 maggio 1987, hanno richiamato l'attenzione di molti pellegrini, teologi e scienziati.

### Simboli
Lo stemma e il gonfalone sono utilizzati dal comune anche se ancora privi di formale decreto di concessione.
Nello stemma è rappresentato «un albero di quercia con ai lati un grappolo di uva ed un fascio di grano fra due torri», con la campagna di verde, caricata dell'iscrizione su due righe cresis fecit nomen meum in lettere maiuscole d'oro. Il gonfalone è un drappo partito di bianco e di azzurro.

## Monumenti e luoghi d'interesse

### Architetture religiose
- Chiesa matrice: dedicata a san Michele arcangelo (XVII sec.). Amministrata da don Salvatore Spataro
- Chiesa di San Giovanni Battista: a Mirto, frazione di Crosia. Parroco don Giuseppe Ruffo.
- Rettoria Madonna della Pietà: chiamata anche "Mater Dolorosa" (XVI sec.). Amministrata dal Rettore Don Giuseppe De Simone
- Chiesa dell'Annunziata loc. Cozzo.
- Chiesa del Divin Cuore di Gesù: a Mirto, frazione di Crosia - Parroco don Gino Esposito
- Chiesa di San Francesco: a Sorrenti, frazione di Crosia. Amministrata da don Claudio Cipolla.
- Chiesetta di Sant'Antonio attualmente allo stato di macerie situata nel Casino Vota.

### Architetture civili
Crosia e frutto di differenti stratificazioni e ricostruzioni, conserva testimonianze dei tempi più remoti soprattutto nella parte alta, in cui è possibile notare la diversa stratificazioni dei partiti murari degli edifici. Tra le testimonianze storico-architettoniche figurano: la chiesa di San Michele (forse sec. XI) d’impianto settecentesco e i resti di edifici medievali; ma è possibile ammirare anche esempi di palazzi nobiliari di fattura settecentesca.
- Complesso feudale in rovina, conosciuto a livello locale come "Il Castello", antica masseria costruita come ampliamento di un precedente edificio di epoca normanna.[17]
- Torre Santa Tecla: ubicata nei pressi di Fiumarella facente parte, insieme ad altre torri del Regno di Napoli, di un complesso sistema difensivo costiero;
- Torre del Giglio situata in contrada Sorrento, di fronte al fiume Trionto, risalente al XV secolo
- Casino Vota: vecchia e antica masseria diroccata situata nei pressi del torrente Fiumarella
- Palazzo De Capua: residenza signorile
- il cosiddetto “Castello di Mirto”, in realtà una masseria semi-fortificata costruita nel 1600 dal barone Giovan Michele Mandatoriccio[18], adibito alla fine del 1700, a quartiere generale delle truppe con a capo Francesco Ruffo di Baranello, fratello del cardinale Ruffo. Il castello facente parte dei possedimenti dei Sambiase, successivamente, insieme a gran parte del feudo passò a Carlo Messanelli;
- Monumento ai Caduti situato nel tipico "Girun" del centro storico raffigurante un'aquila trafitta da una grossa lama

## Società

### Evoluzione demografica
Abitanti censiti

#### Festività religiose e popolari
- 7 e 8 maggio o data vicina a questa in modo da far coincidere le festività di sabato e domenica: Festa Patronale di San Michele Arcangelo. È la festività più antica ed emblematica di Crosia. Si tiene annualmente in queste due date nella piazza del Popolo nel centro storico di Crosia, alle prime ore del pomeriggio, con la presenza di giostre e bancarelle addette alla vendita di prodotti alimentari, abbigliamento, oggettistica e vari prodotti. La mattina del 7 maggio, si tiene la solennità religiosa in onore del patrono proprio nella chiesa di San Michele Arcangelo, a seguire la processione accompagnata dal suono allegro della banda musicale comunale, si sposta per le vie del paese portando il santo nei pressi delle abitazioni di persone inferme, ammalate e anziane. Alla sera ha luogo nella piazza il tradizionale incanto, una vendita all'asta in cui ogni cittadino devoto al santo patrono, così come anche le attività del posto, offrono qualcosa di propria appartenenza che verrà poi venduta all'asta. L'incanto è motivo di attrazione per il popolo, tant'è che la piccola piazza in breve termine gremisce di gente in ogni angolo. I proventi saranno poi destinati alla gestione della festa che viene organizzata annualmente dal comitato locale. Sono diversi gli articoli messi in offerta. Si spazia da prodotti alimentari tipici, capi di abbigliamento, elettrodomestici, strumenti musicali, quadri e tele dipinte da artisti locali e animali. Quest'ultima categoria ha suscitato la protesta infondata degli animalisti. Immancabile è il palo ornato da i cosiddetti "taraddi e ru maju". Si tratta di taralli preparati secondo antiche ricette e aromatizzati con i fiori del sambuco provenienti dalle campagne ricche di questa pianta. I taralli vengono affissi sul pago legati singolarmente con degli spaghi e sistemati uno sopra l'altro fino a formare una piramide che ricorda tanto la forma di un abete. È la merce più ambita da tutti e di sovente viene acquistata da persone abbienti che poi decidono di metterla in offerta al popolo. Le cifre che può raggiungere possono toccare anche la soglia di 2000 €. Intorno alle 22, finito l'incanto in piazza ha luogo il concerto. Il sabato la serata viene affidata a band locali mentre la domenica si esibiscono complessi musicali ed artisti noti al grande pubblico, ragione per il quale molto spesso la serata musicale della domenica richiama l'attenzione degli abitanti dei paesi limitrofi. Annualmente si tiene la riffa di tre premi. Generalmente il primo premio è un vitellone, a seguire una bicicletta professionale e per ultimo un televisore di ultima generazione.
- 23 maggio: festa della Madonna della Pietà. Annualmente ricorre questa festività in memoria degli eventi mariani e chiama a raccolta migliaia di fedeli provenienti anche dalle regioni vicine. La processione porta una copia della statua della Madonna per le vie del borgo coadiuvata dalla presenza della banda musicale. Una processione parallela ha luogo nel primo pomeriggio con partenza dalla chiesa del Divin Cuore di Gesù da Mirto e che attraverso le strade di campagna raggiunge il borgo in orario per la messa serale. Anche in questo caso alla sera, la festa assume un tono più pagano con la presenza di giostre e bancarelle.
- 24 giugno: Festa di San Giovanni Battista patrono della comunità parrocchiale sita nella popolosa frazione Mirto (loc. "sottoferroria"). I solenni festeggiamenti, a cura della stessa parrocchia, hanno luogo il 24 giugno o nella domenica successiva alla solennità della natività del Santo Precursore. La Festa è preceduta da un novenario di preghiera che trova il suo apice nel solenne Triduo e nella processione del Santo per le vie della cittadina. Nelle serate del 23 e 24 giugno (ovvero il sabato e la domenica successiva) vengono organizzati, a cura del comitato festa, serate musicali e spettacoli pirotecnici che vedono la partecipazione di centinaia di fedeli provenienti anche dai paese limitrofi. Il tutto è svolto nelle vie adiacenti alla Chiesa parrocchiale e sul lungomare ove sono collocate, per l'occasione, giostre e bancarelle per la vendita di dolciumi, prodotti di artigianato e beni al dettaglio di qualsiasi genere.
- prima decade di Agosto: Festa del Divino Cuore di Gesù, a cura della stessa parrocchia. In origine tali festeggiamenti venivano celebrati nel mese di Giugno, per poi essere spostati ad agosto per permettere ai tanti emigrati che, nel periodo estivo facevano rientro nel proprio paese d'origine, di parteciparvi.
- 4 ottobre: Festa di San Francesco d'Assisi a cura della stessa parrocchia.
- mese di dicembre: rappresentazione del presepe vivente con decine di figuranti e animali. Il primo presepe vivente del circondario venne organizzato dalla parrocchia di San Michele Arcangelo in Crosia, allestito nel caratteristico casolare di Cuppo. In seguito allo spopolamento, la rappresentazione è stata presa in mano dalla parrocchia San Francesco di Assisi in località Quadricelli. Mentre nella frazione Mirto, per più di 14 anni, il caratteristico presepe vivente era organizzato con maestria dall'allora parroco, don Mosè Cariati, dalla parrocchia San Giovanni Battista.
- periodo pasquale: caratteristica la processione dei Misteri svolta nel centro storico di Crosia, con il commuovente canto del "chiantu era Maronna". Nella frazione di Mirto, viene anche svolta una toccante processione inter-parrocchiale dei Misteri, nel tardo pomeriggio del Venerdì santo, con partenza dalla parrocchia del Divin Cuore per attraversare le vie principali della cittadina. La parrocchia San Francesco d'Assisi è solita organizzare la rappresentazione della Passione di Cristo nella serata della Domenica delle Palme. In origine, tale Sacra Rappresentazione, veniva organizzata dalla Parrocchia San Giovanni Battista all'alba del Venerdì Santo.

## Economia
L'economia del posto è basata principalmente sul settore primario. Le attività agricole sono sviluppate in maniera eterogenea su quasi tutto il territorio. Nella zona Pantano sono presenti coltivazioni agrumicole di clementine, arance, limoni e ortaggi. Nell'entroterra sono presenti coltivazioni cerealicole e foraggere utilizzate maggiormente per l'alimentazione del bestiame allevato. Si allevano bovini, ovini, suini e pollame. Da queste attività di allenamento si traggono carni e latticini venduti all'interno del mercato locale e nelle varie attività gastronomiche presenti nel territorio comunale. L'agricoltura assume in alcuni casi un carattere di sussistenza.
Trattandosi di una località marina, il turismo è molto fiorente nei mesi estivi e rappresenta per i commercianti del posto un'occasione di incremento per le loro entrate economiche. Sono presenti lidi sul lungomare e ristoranti tipici che preparano piatti tipici calabresi. Le spiagge libere sono accessibili direttamente dalla strada. Il tratto di mare Ionio che bagna la costa si fregia della Bandiera Blu delle spiagge, autorevole riconoscimento europeo assegnato dalla FEE.
La pesca non è molto sviluppata ed è pratica generalmente a livello amatoriale e di sussistenza.
All'interno della cittadina sono presenti servizi postali, banche, guardia medica, numerosi supermercati, tabacchi, stazione ferroviaria, ludoteca, asili nido, asili pubblici e privati, scuola media, scuole elementari dislocati in tre sedi territoriali, istituto di istruzione superiore, banda musicale comunale, scuola di musica e canto, palateatro comunale, accademia di danza, scuola di informatica e di inglese, delegazione comunale, sede Croce Rossa e Guardie Ecozoofile, comando stazione di Polizia Municipale e una modernissima caserma dell'Arma dei Carabinieri.
L'edilizia rappresenta un settore in espansione nonostante le difficoltà di una zona con condizioni economiche medio basse.